# Delphine Zentout
Delphine Zentout est une actrice française née le 4 août 1971 .

## Biographie
Elle débute à l'âge de 16 ans dans un film de Catherine Breillat intitulé 36 Fillette (1988), film dont elle est l'actrice principale.

## Filmographie sélective

### Cinéma
- 2004 : San-Antonio de Frédéric Auburtin : L'assistante de Mathias
- 2000 : Laissons Lucie faire ! de Emmanuel Mouret : Delphine
- 1994 : Farinelli de Gérard Corbiau : Jeune admiratrice
- 1993 : L'Œil écarlate de Dominique Roulet : Barbara
- 1988 : 36 Fillette de Catherine Breillat : Lili

### Télévision

#### Téléfilms
- 2011 : Trois filles en cavale de Didier Albert
- 2009 : Sur le chemin de Compostelle de Didier Grousset : Sabine
- 2008 : L'Ex de ma fille, téléfilm de Christiane Spiero : Alice
- 2007 : Les Prédateurs de Lucas Belvaux
- 2005 : Allons petits enfants de Thierry Binisti : Mademoiselle Moreau
- 2005 : La Voie de Laura de Gérard Cuq : Anne
- 2003 : Il court, il court le furet de Didier Grousset : Hélène
- 2002 : Une fille dans l'azur de Marc Rivière : Leïla
- 2002 : La Bataille d'Hernani de Jean-Daniel Verhaeghe : La jeune comédienne
- 2000 : Le Coup du lapin de Didier Grousset : Carole
- 1998 : Le Danger d'aimer de Serge Meynard : Cindy
- 1996 : Chauffeur de maître de Alain Nahum : Laetitia Maravilliers
- 1995 : À vous de décider: Tabou de Alain Robak : Raphaëlle
- 1994 : Un jour avant l'aube de Jacques Ertaud
- 1993 : La Lettre inachevée de Chantal Picault : Sandrine
- 1990 : Personne ne m'aime de Bernard Dubois

#### Séries télévisées
- 2011 : Le Jour où tout a basculé, épisode Je me suis retrouvée à la rue : Hélène
- 2006 : Navarro - saison 18, épisode : Mortelle violence : Sarah Brunel
- 2005 : Sauveur Giordano - épisode : L'Envers du décor : Sylvie Delausne
- 2005 : Julie Lescaut, épisode 2 saison 14, Justice est faite de Luc Goldenberg : Mélanie Jeanson
- 2004 : Joséphine, ange gardien - épisode : Sauver Princesse : Amélie
- 2003 : Les Thibault : Rinette
- 2001 : Une femme d'honneur - épisode : Portrait d'un tueur : Charlotte Mesnard
- 1999 : Maigret - épisode 29 : Madame Quatre et ses enfants : Mathilde
- 1999 : Les Cordier, juge et flic - épisode : Piège à minuit : Marie
- 1999 : L'Instit - saison 5 épisode 28 : Juliette et Roméo : Juliette
- 1997 : Le juge est une femme - saison 3 épisode : Drôle de jeu : Claire Monécak
- 1996 : Commissaire Moulin - épisode : Présomption d’innocence :  Isabelle
- 1993 : Navarro - saison 6, épisode 1 : Nadia Sima
- 1992 : Les Années FM : Fanny

## Théâtre
- 2005 : Des gens du spectacle
- 1992 : Les Fourberies de Scapin